# Wanessa Camargo
Wanessa Godói Camargo Buaiz (sinh ngày 28 tháng 12 năm 1982), hay còn được biết đến với nghệ danh là Wanessa Camargo, là nữ ca sĩ người Brasil. Cô là con gái của nam ca sĩ Zezé Di Camargo từ nhóm Zezé Di Camargo & Luciano và nữ doanh nhân Zilú Godói. 

## Thời thơ ấu
Wanessa sinh ra tại thành phố Goiânia, thuộc bang Goiás, vào ngày 28 tháng 12 năm 1982. Năm 1991, khi cô được chín tuổi, cả gia đình cô chuyển đến sống ở thành phố São Paulo để tạo điều kiện cho cha cô, Zezé di Camargo và chú cô, Luciano Camargo tạo lập sự nghiệp ca nhạc. Hai năm sau, vào năm 1993, khi được mười tuổi, cô bắt đầu học diễn sân khấu, ba-lê và tap dance.

## Đời tư
Vào năm 1998, Wanessa bắt đầu hẹn hò với nam ca sĩ Leandro Scornavacca, thành viên ban nhạc KLB. Mối quan hệ của họ kéo dài trong một năm. Năm 2000, cô hẹn hò với nam diễn viên Dado Dolabella, cả hai đã chia tay hai năm sau đó vào năm 2002. Năm 2003, cô tiếp tục lần lượt hẹn hò với ba người nữa là nam ca sĩ Erik Marmo, Felipe Dylon và Rogério Flausino. Năm 2004, cô cặp với Rodrigo Prado trong vòng sáu tháng. Năm 2005 cô quen biết doanh nhân đến từ Espírito Santo tên là Marcus Buaiz. Hai năm sau, vào ngày 26 tháng 5 năm 2007, họ kết hôn. Vào ngày 18 tháng 6 năm 2011, cô thông báo đang có bầu trong một cuộc phỏng vấn với tạp chí Contigo!. Con trai của cô, lấy tên José Marcus, sinh ngày 5 tháng 1 năm 2012. Đến tháng 12 năm 2013, cô cho biết đang mang thai người con thứ hai. Ngày 19 tháng 6 năm 2014, cô sinh thêm một con trai nữa là João Francisco.

## Danh sách album
- Wanessa Camargo (2000)
- Wanessa Camargo (2001)
- Wanessa Camargo (2002)
- W (2005)
- Total (2007)
- Meu Momento (2009)
- DNA (2011)
- 33 (2017)[19]